# Christian Petz
Christian Petz (* 14. November 1963 in Amstetten) ist ein österreichischer Koch.

## Werdegang
Christian Petz wuchs in einer Gastronomen-Familie im oberösterreichischen Grein auf. Er besuchte die Hotelfachschule in Bad Ischl und setzte seine Ausbildung im Restaurant Café Gastein und im Ifenhotel im Kleinwalsertal fort. Dort blieb er zwei Jahre als Chef de Partie, bevor er sich auf seine Wanderjahre begab. In diesen kochte er unter Jörg Müller im Restaurant Nösse auf Sylt, im Königshof in München, unter Werner Matt im Skala in Wien und unter Eckart Witzigmann im Restaurant Aubergine.
Danach nahm er seine erste Stelle als Küchenchef im Hotel Post in Lech am Arlberg an, wo er zwei Gault-Millau-Hauben erkochte. Es folgte die Übersiedelung nach Wien, wo er das Restaurant des Hotel im Palais Schwarzenberg übernahm und ebenfalls zwei Hauben verliehen bekam. Im Dezember 1999 wurde er in das neu gegründete Meinl am Graben geholt, wo er 2002 vom österreichischen Gault Millau als Koch des Jahres ausgezeichnet wurde. 2003 erhielt er 18 Punkte und drei Hauben von Gault Millau.
2003 wechselte er in das neu gegründete Restaurant Palais Coburg, wo er mit einem Michelin-Stern, vier Gault-Millau-Hauben und fünf A-la-Carte-Sternen ausgezeichnet wurde. Im Dezember 2009 verließ er das Palais Coburg, um sich von der Gourmet-Küche zurückzuziehen. Seit 2009 ist Petz an der Schokolade-Manufaktur Xocolat beteiligt und entwickelt dort mit Co-Eigentümer Werner Meisinger Schokoladen.
Von 2010 bis Ende 2013 war er Geschäftsführer und Küchenchef im Restaurant Holy-Moly! am Badeschiff Wien, das durchgehend mit 16 Punkten und zwei Hauben im Gault Millau ausgezeichnet wurde. Eine Wertung, die er mit seinem 2015 eröffneten eigenen Wirtshaus Petz im Gußhaus in der Gußhausstraße, 2016 erneut erreichte. 2018 wurde das Petz im Gußhaus wieder geschlossen.
Christian Petz hat drei Söhne.

## Publikationen
- Die neue Wiener Küche. Christian Brandstätter Verlag, Wien 2011, ISBN 978-3850335546.